# Cottage du Président Lincoln à la Maison des Soldats
Le Cottage du Président Lincoln, President Lincoln's cottage at the Soldiers' Home en anglais, est un monument national américain se trouvant sur le domaine de la Maison de Retraite des Forces Armées, lieu anciennement connu sous le nom de la Maison des Soldats (Soldiers' Home en anglais). Ce monument se trouve près des quartiers de Petworth et Park View de la ville de Washington. Le cottage du Président Lincoln était auparavant connu sous le nom de Cottage d'Anderson.
Le président Abraham Lincoln et sa famille résidait de manière saisonnière sur le domaine de la Maison des Soldats afin de s'extraire de la chaleur de l'été et de la pression politique présentes toutes deux dans le centre-ville de Washington, pratique d'ailleurs empruntée à son prédécesseur le président James Buchanan (1857-1861). Le cottage du Président Lincoln servit aussi comme Maison-Blanche l'été pour les présidents Rutherford B. Hayes (1877–1881) et Chester A. Arthur (1881–1885).

## Histoire
Le cottage historique fut construit entre 1842 et 1843 dans un style néo-gothique et devint la demeure de George Washington Riggs, qui venait d'établir la Banque nationale Riggs à Washington. Lincoln vécu dans ce cottage durant les mois de juin à novembre de 1862 à 1864. C'est durant le premier été qu'il passa dans cette résidence que Lincoln rédigea la version préliminaire de la Proclamation d'émancipation.

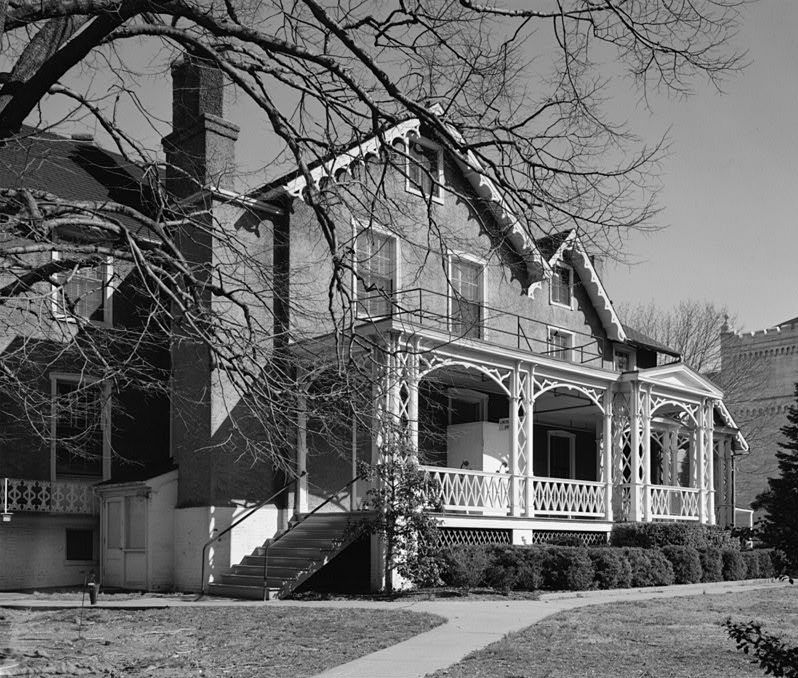
Lincoln Cottage, février 1975

La Maison des Soldats d'une superficie d'environ 1 km2, se situe sur la troisième colline la plus haute de Washington. Ce domaine a été classé National Historic Landmark en novembre 1973 et appartient au Registre national des lieux historiques depuis le 11 février 1974. En 2000, le cottage a été placé sur la liste des onze biens en danger du programme National Trust for Historic Preservation. Le 7 juillet 2000, le président Bill Clinton a élevé la Maison des Soldats au titre de Monument national. Le National Trust commença alors des travaux de restauration qui prirent fin en 2007. L'extérieur du cottage fut rénové à l'identique de ce qu'il était lorsque Lincoln occupait les lieux dans les années 1860. Ce travail de rénovation fut réalisé par la société de Philadelphie J. S. Cornell & Son. Aujourd'hui, les lieux sont gérés par conjointement par le Armed Forces Retirement Home et le National Trust for Historic Preservation.
Le cottage du Président Lincoln a ouvert ses portes au public le 18 février 2008 sous l'égide du National Trust for Historic Preservation. Une réplique du secrétaire de Lincoln sur lequel il rédigea la Proclamation d'Emancipation fut commandé par le National Trust en vue d'être installé dans le cottage, l'original étant quant à lui présent dans la Chambre de Lincoln à la Maison-Blanche. Ce secrétaire est le seul objet du bureau de Lincoln à avoir été à la fois dans le cottage et la Maison-Blanche à l'époque de Lincoln, les autres pièces n'ayant pas été déplacées.
Adjacent au cottage, le Centre d'éducation pour visiteurs Robert H. Smith propose au public d'admirer quelques objets relatifs à la Maison des Soldats, à la guerre ayant animé Washington au cours du XIXe siècle, ou encore des effets personnels de Lincoln lorsqu'il était commandant-en-chef lors de la guerre de Sécession.
Devant le cottage, se trouve une statue à pied avec un cheval réalisé par les sculpteurs Stuart Williamson et Jiwoong Cheh.

Statue de Lincoln devant le Cottage du Président Lincoln à la Maison des Soldats à Washington